# Wa-4
Wa-4 — тральщик Імперського флоту Японії, який взяв участь у Другій світовій війні.
Корабель, який належав до допоміжних тральщиків типу Wa-1, спорудили у 1942 році на верфі компанії Naniwa Dock Company.
З липня 1942-го Wa-4 належав до 24-ї спеціальної військово-морської бази, яка відносилась до Другого Південного Експедиційного флоту (відповідав за операції в Індонезії), а з кінця листопада 1943-го до Четвертого Південного Експедиційного флоту (діяв на сході Індонезії, включно із західною частиною Нової Гвінеї). У серпні тральщик через Такао (наразі Гаосюн на Тайвані) та Манілу пройшов до визначеного йому місця служби й у наступні два роки виконував ескортні та протичовнові завдання на сході Індонезії. Також він міг здійснювати інші епізодичні місії — наприклад, транспортну 1—4 травня 1943-го та порятунок членів екіпажу літака 2 жовтня 1943-го.
10 листопада 1943-го Wa-4 вийшов для проведення рятувальної та протичовнової місії, а наступної доби уник торпедної атаки.
Вночі 21 листопада 1943-го під час ескортування конвою тральщик скинув 2 глибинні бомби по ймовірній ворожій субмарині.
19 липня 1944-го Wa-4 був потоплений австралійським бомбардувальником «Мітчелл» біля Ділі (острів Тимор).